# Lobophyllia corymbosa
Lobophyllia corymbosa is een rifkoralensoort uit de familie van de Lobophylliidae. De wetenschappelijke naam van de soort is voor het eerst geldig gepubliceerd in 1775 door Forskal.